# Cantó de Nonancourt
El cantó de Nonancourt és un cantó francès del departament de l'Eure, situat al districte d'Évreux. Té 14 municipis i el cap es Nonancourt.

## Municipis
- Acon
- Breux-sur-Avre
- Courdemanche
- Droisy
- Illiers-l'Évêque
- Louye
- La Madeleine-de-Nonancourt
- Marcilly-la-Campagne
- Mesnil-sur-l'Estrée
- Moisville
- Muzy
- Nonancourt
- Saint-Georges-Motel
- Saint-Germain-sur-Avre

## Història
| Data d'elecció                           | Identitat         | Partit                                    | Qualitat |
| ---------------------------------------- | ----------------- | ----------------------------------------- | -------- |
| 1945-19..                                | M. de Viel-Castel | Divers droite                             |          |
| 19..-19..                                | M. Bureau         | Divers droite                             |          |
| 19..-1961                                | M. Dauphin        | radical                                   |          |
| 1961-1967                                | M. Mercier        | radical                                   |          |
| 1967-1992                                | Maurice Mary      | radical, després MRG                      |          |
| 1992-2004                                | Jean-Louis Debré  | RPR                                       |          |
| 2004-                                    | Joël Hervieu      | UDF, després MoDem, després divers droite |          |
| les dades anteriors no són pas conegudes |                   |                                           |          |
|                                          |                   |                                           |          |

## Demografia
| A partir de 1990: Població sense dobles comptes |